# اگر آنجا نبودی (فیلم)
اگر آنجا نبودی (به هندی: Agar Tum Na Hote) فیلمی محصول سال ۱۹۸۳ و به کارگردانی لک تاندون است. در این فیلم بازیگرانی همچون راجش خانا، ریکا، راج بابار، مادان پوری، آسرانی، کالاباوان مانی و چامس ایفای نقش کرده‌اند.